# 当事者主義
当事者主義（とうじしゃしゅぎ、英: Adversarial system）とは、事案の解明や証拠の提出に関する主導権を当事者に委ねる原則をいう。コモンローの裁判・訴訟分野の当事者主義に対立する概念としては、裁判所による積極的な事案の解明や証拠の追究を認める職権探知主義（英: Inquisitorial system）がある。
なお、対義語としては刑事事件や行政事件における職権進行主義（独: Amtsbetrieb、Offizialmaxime）は異なるものである。

## 法用語として（日本語・日本法）

### 民事訴訟
通説的な立場によれば、利害・権利が対立する当事者の間における法的な紛争においては、事実関係を最も熟知している当事者が証拠の発見・提出を主導することが効率的であり、このような当事者が自己の利益を実現する目的のために主張・立証を行うことが最も効率的に訴訟上の真実の発見につながると考えられている。
なお、一般に民事訴訟における「真実」とは、必ずしも科学的、実際的、又は、客観的な真実と一致しないことに注意を要する（形式的真実主義）。
当事者主義とは、審理において、当事者が自らの手によって主張・立証を行うものであるから、その結果に当事者が拘束されることの根拠の一つともなる。現代民事訴訟法における当事者主義は、処分権主義・弁論主義という形式で基本的に確立している。
しかし、このような原則は、原告・被告双方が対等な立場であればこそ十分に機能するものであると言え、近年、増加する「個人」対「企業」といった構図においては、必ずしも双方が対等な立場にない、として当事者主義を修正すべき、との主張も見られる。

### 刑事訴訟
訴訟を追行する主導権（審判対象の設定や証拠の提出）を当事者（被告人・弁護人や検察官）に委ねる建前をいう。
現行の刑事訴訟法は、適正手続の保障に重きを置いているとされる。この発想からは、職権主義を広く認めて裁判官が積極的に主導的な役割を担う場合、自ら証拠を収集し真実を追究する者が同時に判断者を兼ねることとなり、自らが追究した線に沿って判断を行ってしまう危険を否めない、と考えることとなる。これを避けるために、裁判所としては、むしろ当事者に証拠収集や主張・立証を委ね、公平・中立な判断者に徹する方が、誤りのない判断を下すことができることとなる。
しかし、刑事訴訟における一方の当事者は、捜査権限を有する国家機関たる検察官であって、もう一方の当事者は、私人たる被告人・弁護人に過ぎない。このことからすれば、単純に当事者主義をそのまま貫いた場合、真実の発見ないし実体的な正義の実現に困難をきたすことが、容易に予測される。また、刑事裁判において追求されるべき「真実」は、民事裁判における言わば当事者の間での形式的真実にとどまらず、客観的・実質的な真実であることからすれば、裁判所が直接に証拠の確保を図ることも選択肢とすべく刑事訴訟法に規定されている。

## 英米法
戦前の日本法などを含むローマ法（大陸法）の訴訟制度がInquisitional System（糾問主義・弾劾主義）と呼ばれるのに対し、英米法における当事者主義は、Adversarial System（対抗主義・対審構造）と呼ばれる。
英米法における裁判官は、第三者たる陪審による公正・公平な評決（判決）が下されるよう、原告（検察）側と被告（弁護）側との対決が公正・公平になるように確保する審判にしか過ぎない、という理念に立脚する制度である。